# Longitarsus arnoldi
Longitarsus arnoldi es una especie de insecto coleóptero de la familia Chrysomelidae. Fue descrita científicamente en 1991 por Bergeal & Doguet.